# Du lịch bụi
Du lịch "bụi", còn gọi là du lịch ba-lô hay đi phượt, là loại hình du lịch mà chuyến đi do bạn tự lên kế hoạch và tự thực hiện. Khác với hình thức du lịch theo tour ở chỗ du lịch theo tour do bên cung cấp dịch vụ giúp bạn thực hiện chuyến đi bằng cách lên chương trình, đặt khách sạn, đặt dịch vụ ăn uống, đặt chỗ tham quan v.v....

## Đặc điểm
- Có lịch trình được vạch sẵn nhưng cũng có thể tùy hứng thay đổi trong chuyến đi.
- Thường có các bài phân tích, đánh giá, nhận xét về nơi đến, cảnh quan, con người, kinh nghiệm chuyến đi để làm tư liệu cho người đi du lịch bụi sau đó tham khảo.
- Người đi du lịch bụi phải tự lên kế hoạch, đặt phòng khách sạn, đặt chỗ tham quan, tự lo về phương tiện đi lại, cách thức liên lạc, đổi tiền tệ phù hợp với nơi đến v.v.... Mọi thứ có thể được tham khảo qua tài liệu và từ những người từng đi du lịch bụi trước đó.

## Lịch sử

### Trên thế giới
Xét về góc độ lịch sử, Giovanni Francesco Gemelli Careri (1651-1725) được xem là người khai sinh ra loại hình du lịch bụi. Sinh ra ở vùng Radicena, (ngày nay là Taurianova) Calabria, Italia vào năm 1651, Giovan Francesco Gemelli Careri là một quan tòa làm việc tại tòa án Naples. Tuy nhiên ông đã không thành công trong công việc của mình.
Năm 1685, ông đã đi du lịch châu Âu. Một năm sau, ông trở lại quê hương và tiếp tục làm công việc của một vị quan tòa. Tuy nhiên ông không thỏa mãn với cuộc sống của mình, ông luôn muốn thấy được nhiều thứ mới mẻ. Đó cũng là lý do vào năm 1693, ông bắt đầu chuyến hành trình vòng quanh thế giới kéo dài trong 5 năm.
Sau khi kết thúc chuyến hành trình, ông đã viết sách về chuyến hành trình của mình. Cuốn sách đó đã được tái bản năm lần ở Italia và được dịch thành nhiều thứ tiếng.
Trong tác phẩm ‘‘Around the World in 80 Days’’ tác giả Jule Vernes cũng đã giới thiệu về chuyến hành trình của Giovan Francesco Gemelli Careri.

### Tại Việt Nam
Trong những năm gần đây các thuật ngữ như: đi phượt, du lịch bụi, du lịch ba lô hay tây ba lô được giới trẻ sử dụng rất nhiều. Du lịch bụi đã và đang trở thành một trào lưu thu hút rất nhiều bạn trẻ tham gia, nhiều trang blog, diễn đàn cũng vì thế được ra đời.

## Sách báo
Sách
- Jana Binder: Globality. Eine Ethnografie über Backpacker. LIT-Verlag, Münster 2005, ISBN 3-8258-8686-7 (zugl. Dissertation, Universität Frankfurt 2004).
- Eric Cohen: Nomads from Affluence. Notes on the Phenomenon of Drifter-Tourism. In: International Journal of Comparative Sociology, Bd. 14 (1973), S. 89-103.
- Eric Cohen: Toward a Sociology of International Tourism. In: Social Research, Bd. 39 (1972), S. 164-182.
- Anthony Giddens: Konsequenzen der Moderne. Neuaufl. Suhrkamp, Frankfurt/M. 2008, ISBN 978-3-518-28895-5.
- Stuart Hall: Representation. Cultural Representations and Signifying Practices. Sage, London 2009, ISBN 0-7619-5432-5 (Nachdr. d. Ausg. London  1997).
- Kevin Hanam, Irena Ateljevic (Hrsg.): Backpacker Tourism. Concepts and Profiles. Channel View Publ., Clevendon 2008, ISBN 978-1-8454-1077-3.
- Sarah Kröger: Weltweitweg. Beobachtungen zum Backpacking. LIT-Verlag, Münster 2009, ISBN 978-3-643-10223-2.
- Greg Richards, Julie Wilson (Hrsg.): The Global Nomad. Backpacker Travel in Theory and Practice. Channel View Publ., Clevendon 2009, ISBN 978-1-87315-076-4.
- Günter Spreitzhofer: Tourismus Dritte Welt - Brennpunkt Südostasien. Alternativtourismus als Motor für Massentourismus und soziokulturellen Wandel. Verlag Peter Lang, Frankfurt/M. 1995, ISBN 3-631-47965-4 (Europäische Hochschulschriften/4; Bd. 16).
- Andrea Vetter: Reise ohne Rückkehr. Beheimatungspraxen von Backpackern, Globetrottern und Vagabunden in: Helge Baumann, Michael Weise et al. (Hg.). Habt euch müde schon geflogen? Reise und Heimkehr als kulturanthropologische Phänomene. Marburg 2010. ISBN 3828821847.
- Klaus Westerhausen:Beyond the Beach. An Ethnography of Modern Travellers in Asia. White LotusPress, Bangkok 2002, ISBN 974-480-009-7.

Truyện
- Alex Garland: Der Strand („The Beach"). Goldmann, München 1997, ISBN 3-442-30705-8 (verfilmt unter The Beach).
- Iris Bahr: Moomlatz: oder wie ich versuchte in Asien meine Unschuld zu verlieren („Dork whore: my travels through Asia as a twenty-year-old pseudo-virgin"). Frederking & Thaler, München 2007, ISBN 3-894-05699-1
- Iris Bahr: Schlampen im Schlafsack: Auf der Moomlatz-Route durch Südamerika. Malik, 2010, ISBN 3-890-29758-7
- Benedikt Geulen, Marcus Seibert: Mit Rückenwind: Eine literarische Rucksackreise. Tropen Bei Klett-Cotta, 2005, ISBN 3-608-50070-7
- Burkhard Rothe, Frank Eichhorn, Julius Franzot, Andrea Winkmann, Peter Haberstich: Autoren ohne Grenzen: Backpacker-Geschichten. Traveldiary.De Reiseliteratur, 2006, ISBN 3-937-27420-0
- Jon Evans: Tödlicher Pfad („Trail of the Death"). Deutscher Taschenbuch Verlag, München 2005, ISBN 3-423-24436-4
- Daniela Konefke: Einmal im Leben mutig sein. Der ultimative Ratgeber für Rucksacktouristen. Verlag Kern Bayreuth, 2009, ISBN 978-3939478157